# 迪默爾湖
51°22′20″N 8°43′26″E / 51.37222°N 8.72389°E

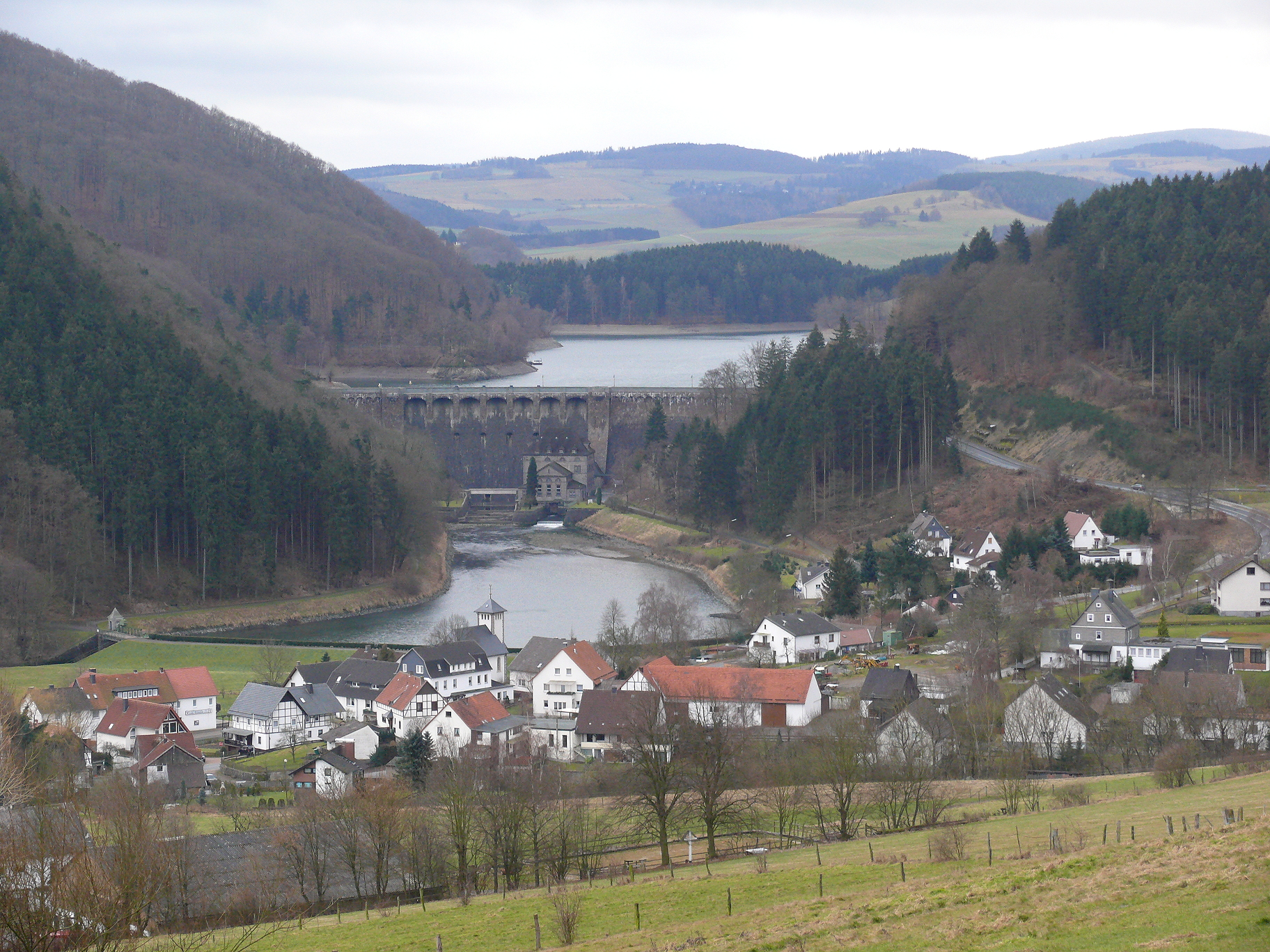

迪默爾湖（德語：Diemelsee），是德國的水庫，位於該國中部，由黑森州負責管轄，處於迪默尔塞，長4公里、寬0.3公里，面積1.7平方公里，海拔高度376米，水體容量1,990萬立方米。